# Kadua tryblium
Kadua tryblium är en måreväxtart som först beskrevs av Derral Raymon Herbst och Warren Lambert Wagner, och fick sitt nu gällande namn av Warren Lambert Wagner och David H. Lorence. Kadua tryblium ingår i släktet Kadua och familjen måreväxter. Inga underarter finns listade i Catalogue of Life.